# Banque centrale de la république de Guinée
La Banque centrale de la république de Guinée (BCRG) est l'institution chargée de mettre en œuvre la politique monétaire et la politique de change de la Guinée. Elle gère l'émission et la mise en circulation du franc guinéen. Elle est créée en 1960.
Le pays n'utilisant pas le franc CFA et ne faisant pas partie de la zone franc, contrairement à de nombreux pays de l'Afrique de l'Ouest, la politique monétaire de la Guinée ne dépend pas de la Banque centrale des États de l’Afrique de l’Ouest.

## Historique

### Période précoloniale
Pendant la période précoloniale, la république de Guinée n’a pas connu une histoire monétaire distincte de celle des autres territoires de l’Afrique occidentale. Le système de troc étaient les moyens d’échange utilisés dans les Rivières du Sud, sur les marchés de la zone orientale dominée par la cité commerciale de Kankan, tout comme sur ceux de la zone forestière ou de l’axe Labé-Timbi-Timbo. Ces marchandises variaient entre le sel, la noix de cola, l’huile de palme, les bandes d’étoffe, l’argent, l’or, le cauri et le guinzé.

### Période coloniale
Sur le territoire guinéen, l'arrivée du colonisateur français, entraine d’autres moyens de paiement à l'image de la métropole. Ils ont ainsi mis en circulation et imposé les pièces métropolitaines émises par le Trésor français. Par la même occasion ils ont interdit l’usage des pièces de monnaie étrangères et déprécié les moyens de paiement locaux.
En 1944, le Trésor français émet pour les territoires d’outre-mer dont la Guinée, des pièces portant la mention AOF et AEF , respectivement, pour les territoires de l’Afrique-Occidentale française et de Afrique-Équatoriale française.
La France, sous son autorité, dote ainsi la Guinée d’un institut d’émission et de banques primaires. La fonction d’émission a été exercée successivement par la banque du Sénégal, la banque de l’Afrique occidentale et la banque d’émission de l’AOF et du Togo, jusqu’en février 1960.

### Période post-coloniale
Après l'accession à l’indépendance, la Guinée fut confrontée à d’énormes difficultés dont entre autres : l’enlèvement des archives ; l’arrêt des travaux d’équipement en cours ; le gel des avoirs des guinéens ; le blocage des marchandises guinéennes à l’étranger ; l’arrêt des subventions.
Contrairement à ces nombreux voisins de l’UEMOA dont la monnaie est le Franc CFA, la Guinée a opté pour l’indépendance monétaire depuis 1960 en créant la Banque Centrale et en émettant sa monnaie nationale le Franc Guinéen.
Cette émission est faite par la Banque de la république de Guinée (BRG) créée pour la circonstance en même temps que la monnaie. La BRG se transformera en Banque centrale de la république de Guinée (BCRG) à partir du 27 juillet 1961 par le Décret n°276/PRG/61. Après sa création, le Franc guinéen s’est confronté à d’énormes contraintes, de telle sorte qu’elle connaitra 5 reformes monétaires marquées par cinq familles de billets (changements de signes monétaires).

## Historique des gouverneurs
| Nom et prénoms        | Début | Fin      |
| --------------------- | ----- | -------- |
| Kerfalla Yansané      | 1986  | 1996     |
| Ibrahima Chérif Bah   | 1996  | 2004     |
| Alkaly Mohammed Daffé | 2004  | 2007     |
| Daouda Bangoura       | 2007  | 2009     |
| Alhassane Barry       | 2009  | 2010     |
| Louncény Nabé         | 2010  | 2021     |
| Dr Karamo Kaba        | 2021  | En cours |

## Images des agences

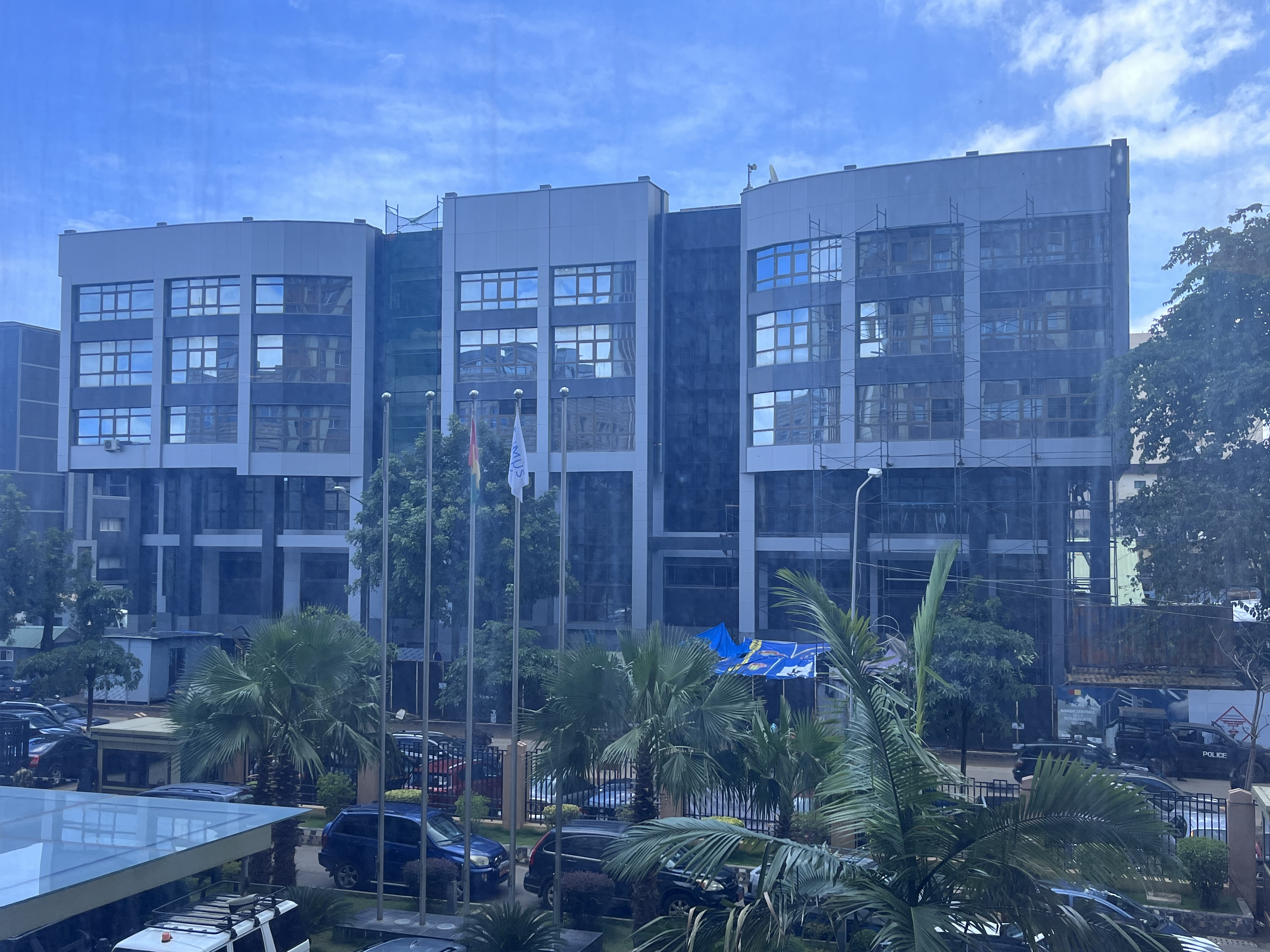
Siège social Kaloum
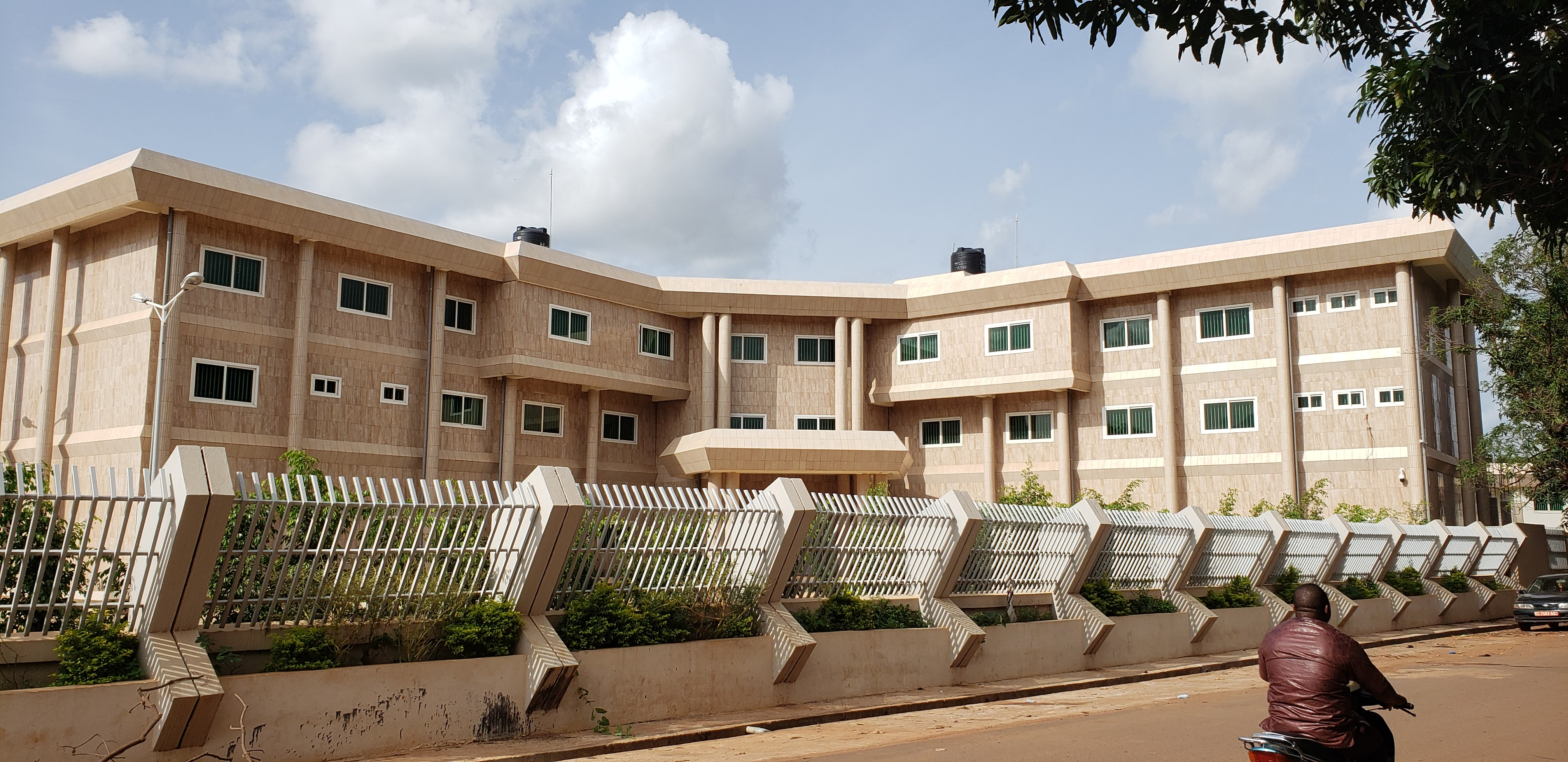
Kankan
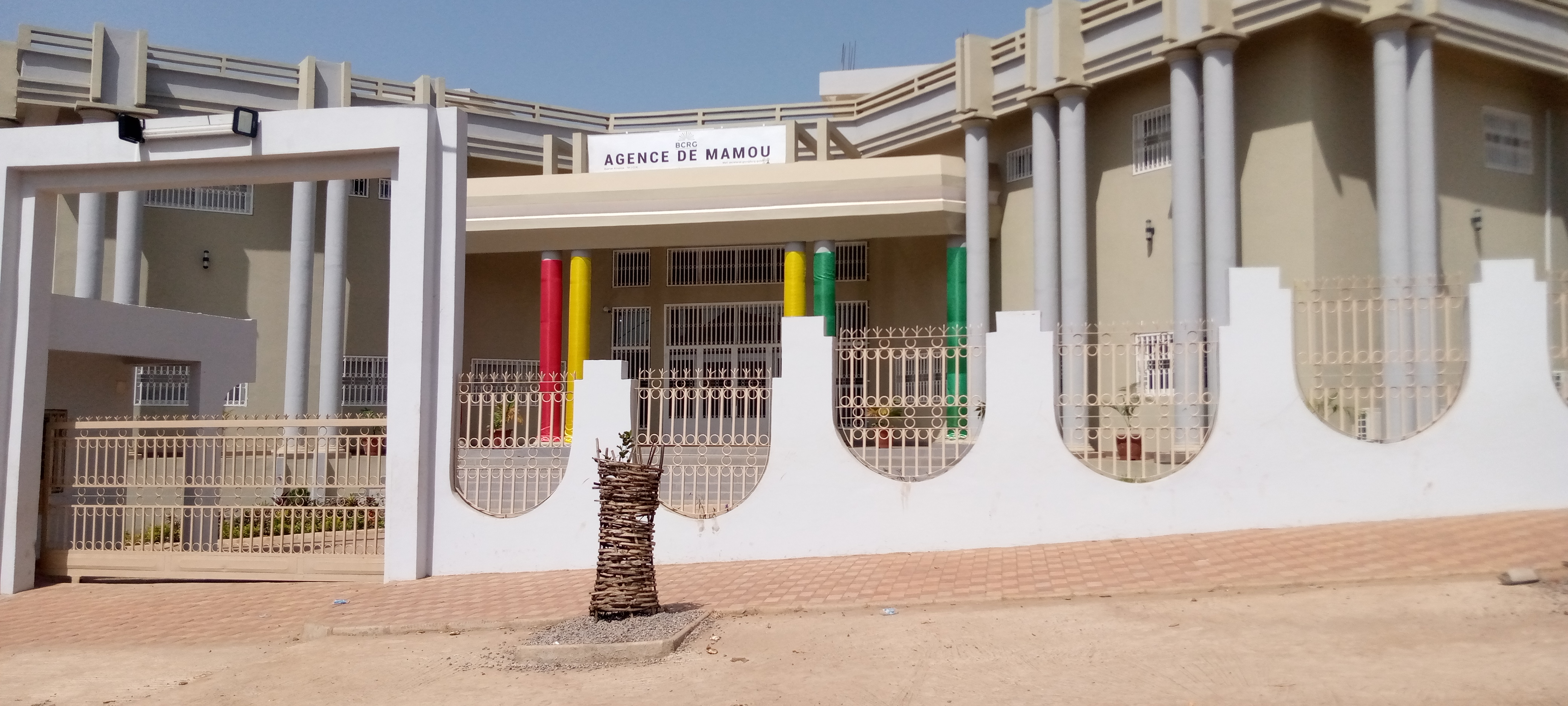
Mamou
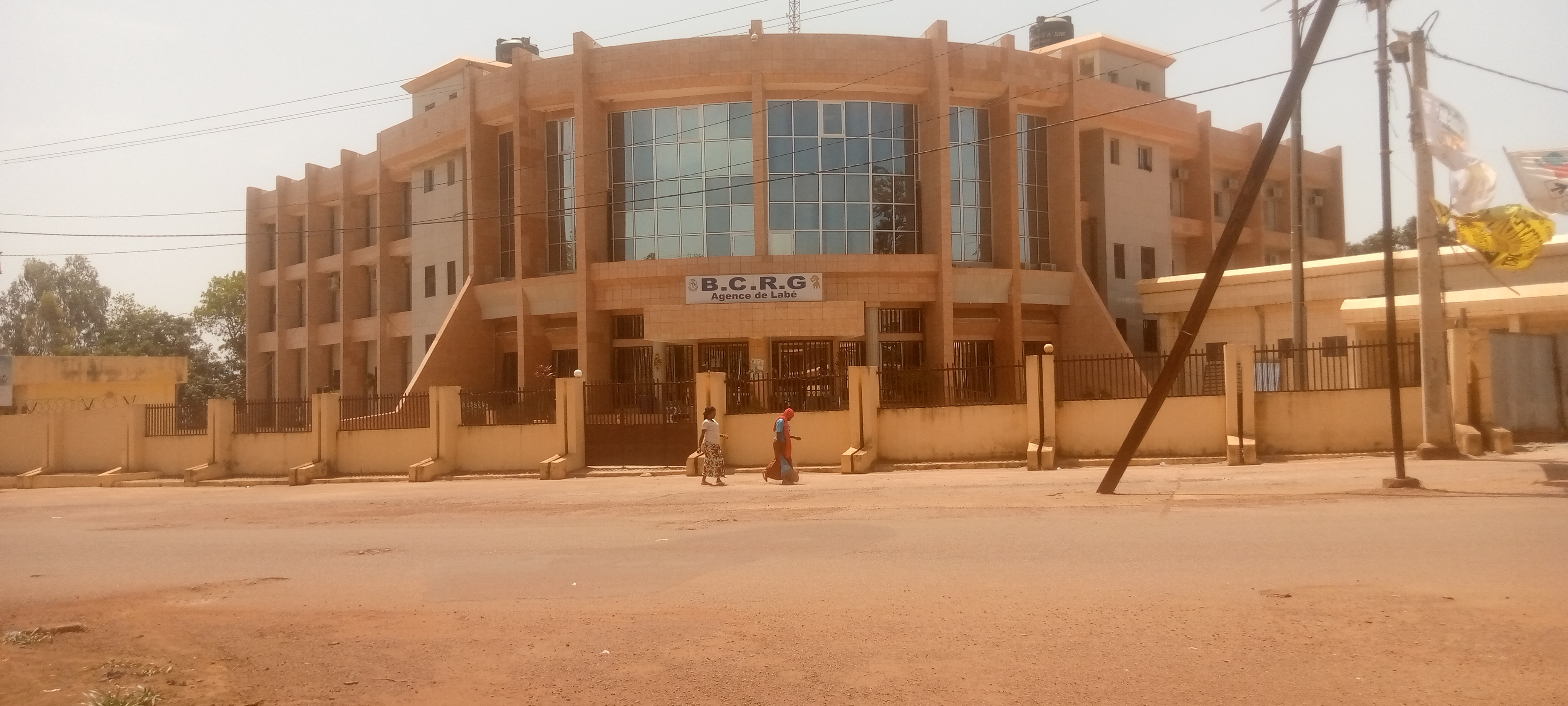
Labé